# 春斗线
春斗線（朝鲜语：／ Ch'undu sŏn */?）是朝鮮民主主義人民共和國的一條鐵道線路，站點為咸镜北道恩德郡的松鹤站到春斗站。

## 路线概况
- 车站数：2
- 轨距：1435mm
- 电气化区间：无
- 复线区间：无